# Szilágy (comitat)
Le comitat de Szilágy (Szilágy vármegye en hongrois, comitatul Sălaj en roumain) est un ancien comitat du royaume de Hongrie, situé en Transylvanie, dans l'Est du pays. Il avait pour chef-lieu la ville de Zilah, aujourd'hui Zalău, en Roumanie.

## Géographie
Le comitat de Szilágy avait une superficie de 3 815 km2 pour une population de 230 140 habitants en 1910 (densité : 60,3 hab/km2). Il était baigné par les bassins fluviaux du Someș et de la Crasna, au nord des monts Apuseni.
Il était limité au nord par le comitat de Szatmár, à l'est par le comitat de Szolnok-Doboka, au sud par le comitat de Kolozs et à l'ouest par le comitat de Bihar.

## Histoire
Apparus au XIIIe siècle, les comitats de Crasna (Kraszna) et du Moyen-Szolnok (Közep-Szolnok) sont réunis en 1711, lors de l'établissement des nouveaux Bezirke par l'empereur Charles III d'Autriche, en un Bezirk de Schomlenland (Somlyó ou Șimleu). Après le Compromis austro-hongrois de 1867 qui supprime la principauté de Transylvanie, au Bezirk de Somlyó succède le comitat de Szilágy créé sur les territoires des anciens comitats de Kraszna et de Közep-Szolnok dans le cadre de la couronne hongroise, mais avec des limites modifiées et simplifiées.
En 1918, il a été intégré au royaume de Roumanie, ce qui fut confirmé par le traité de Trianon en 1920. Il est devenu alors le județ de Sălaj.
De 1940 à 1944, à la suite du deuxième arbitrage de Vienne, il a été rendu à la Hongrie. Début 1945, peu avant fin de la Seconde Guerre mondiale, il a réintégré la Roumanie, ce qui a été officialisé par le traité de paix de Paris en 1947.
En 1960, ses limites ont été profondément modifiées, le Nord-Ouest étant intégré au județ de Satu Mare et le Nord-Est au județ de Maramureș.

## Subdivisions
Le comitat de Szilágy comptait deux districts urbains et six districts ruraux.
| District      | Chef-lieu     |
| ------------- | ------------- |
| Szilágysomlyó | Szilágysomlyó |
| Zilah         | Zilah         |

| District      | Chef-lieu      |
| Kraszna       | Kraszna        |
| Szilágycseh   | Szilágycseh    |
| Szilágysomlyó | Szilaágysomlyó |
| Tasnád        | Tasnád         |
| Zilah         | Zilah          |
| Zsibó         | Zsibó          |

## Démographie
En 1900, le comitat comptait 207 293 habitants dont 125 451 Roumains (60,52 %), 76 482 Hongrois (36,90 %), 2 873 Slovaques (1,39 %) et 1 494 Allemands (0,72 %).
En 1910, le comitat comptait 230 140 habitants dont 136 087 Roumains (59,13 %), 87 312 Hongrois (37,94 %), 3 727 Slovaques et 816 Allemands (0,35 %).